# Александер Петцольд
Александер Петцольд (повне ім'я: Александер Георг Пауль Петцольдт; 29 січня 1810, Дрезден † 23 квітня 1889, Фрайбург) — німецький агрономом і природознавець. Автор «Подорожі по західній і південній Росії».
Професор, 26 років викладав у Дерптському університеті.